# Cross (Wisconsin)
Cross – miasto w Stanach Zjednoczonych, w stanie Wisconsin, w hrabstwie Buffalo.